# Ann Christy (chanteuse)
Pour les articles homonymes, voir Ann Christy.
Ann Christy, de son vrai nom Christiane Leenaerts, née le 22 septembre 1945 à Anvers et morte le 7 août 1984 à Meise, est une chanteuse belge.

## Biographie
Après deux infructueuses participations aux sélections belges en 1970 et 1971 pour l'Eurovision, c'est en 1975 à Stockholm qu'elle représente la Belgique avec le titre en anglais Could it be happiness (Si ça pouvait être le bonheur en français, Gelukkig zijn en néerlandais) et termine avec 17 points à la 15e place sur la scène suédoise.
En 1968, elle participe à la Coupe d'Europe du tour de chant.

## Décès
Ann Christy est morte d'un cancer du col utérin le 7 août 1984 à l'âge de 38 ans, diagnostiqué depuis 1982.